# Moro per amore
Moro per amore ist eine komödiantische Oper des italienischen Komponisten Alessandro Stradella aus dem Jahre 1681, geschrieben auf ein Libretto des letzten Herzogs von Bracciano, Flavio Orsini. Für eine zeitgenössische Aufführung gibt es keine Belege. Orsini veröffentlichte das Libretto 1696 in Rom.
Der Titel hat im Italienischen eine Doppelbedeutung: „Ich sterbe für die Liebe“ und „Mohr aus Liebe“.

## Handlung
Nach dem Tod ihres Vaters wird Eurinda Königin Siziliens. Die Amme Lindora und der Kanzler Rodrigo versuchen, sie zu einer Hochzeit zu überreden. Der Gesandte Filandro wirbt vergeblich für seinen Herrn, den König von Neapel, als Bräutigam. Floridoro, Sohn des Königs von Zypern, hört von der Schönheit Eurindas und verliebt sich in sie; die Königshäuser von Sizilien und Zypern sind jedoch verfeindet, daher reist er als Mohr verkleidet unter dem Namen Feraspe, als ein Diener Filandros, an Eurindas Hof. Um die Gunst der Amme zu erhalten, flirtet Floridoro mit ihr, wird dabei von Eurinda beobachtet, die ihn der Amme zuliebe von Filandro für ihre eigenen Dienste erbittet.
Im zweiten Akt verliebt sich Eurinda in Floridoro, schiebt ihre Gefühle aber beiseite aufgrund der unterschiedlichen Stellung von Königin und Mohr. Es verliebt sich Floridoros Diener Fiorino in Lindora. Weiters verliebt sich auch Lucinda, eine Prinzessin am Hofe, in Floridoro. Der Gesandte Filandro wiederum verliebt sich in Lucinda. Lucinda gönnt aus Enttäuschung und Eifersucht Eurinda nicht ihr Glück und gibt dem Mohren Floridoro einen vermeintlichen Brief der Königin an ihren Kanzler, der inzwischen in einem fernen Lager auf das Nahen der feindlichen zyprischen Flotte wartet. Somit verlässt Floridoro die Königin.
Der dritte Akt beginnt mit der Meldung Rodrigos, dass Floridoro von Piraten gefangen wurde. Die drei Frauen beklagen ihren Verlust. Lindora tröstet sich jedoch bald mit Fiorino. Die Piraten jedoch erkannten Floridoro als den Königssohn und dieser kehrt, unverkleidet, an der Spitze seines Heeres nach Sizilien zurück, und es ergeben sich drei glückliche Paare.

## Werkgeschichte
Alessandro Stradella komponierte diese Oper in Genua auf Wunsch von Flavio Orsini, des Herzogs von Bracciano, der ihm das selbst verfasste Libretto schickte. Orsini war Mitglied einer der angesehensten Familien Roms, gelehrt und an Musik, Rhetorik und Mathematik interessiert. Er war Mitglied der Accademia dell’Arcadia, bei der er den Namen „Filosinavoro“ trug. Stradella hatte während seiner Zeit in Rom bereits einige Texte von Flavio Orsinis und dessen Bruder Lelio, des Fürsten von Vicovaro, vertont. Es ist als Zeichen der Wertschätzung für Stradella zu sehen, dass er das Libretto nach Genua sandte, statt es von einem in Rom ansässigen Komponisten vertonen zu lassen. Stradella gab sich, wie er Orsini schrieb, große Mühe bei der Komposition, die er 1681 fertigstellte. Zu einer öffentlichen Aufführung zu seinen Lebzeiten kam es jedoch nicht. Stradella wurde am 25. Februar 1682 ermordet. Als Orsini das Libretto 1696 in Rom publizierte, wies er im Vorwort darauf hin, dass es noch nie auf der Bühne gezeigt worden war („Quest Opera non è mai comparsa sù le Scene“). Es ist allerdings denkbar, dass er die Oper in seinem eigenen Palast spielen ließ. Ungewöhnlicherweise sind dennoch vier Kopien der Partitur überliefert, darunter auch Stradellas Autograph. Alessandro Ademollo erwähnte in seinem 1888 erschienenen Buch I teatri di Roma nel secolo decimo settimo die Aufführung einer Oper Moro per amore von Flavio Orsini ohne Nennung des Komponisten im römischen Teatro Capranica. Neuere Quellen wissen allerdings nichts davon.
In neuerer Zeit wurde das Werk bereits mehrmals gespielt:
- 1992 Eröffnung des XXIV. Festivals dell’Accademia Barocca in Rom[3]
- 2021 Rossini Open Festival in Lugo (di Romagna) (halbszenisch)[4]
- 2022 Schloss Greinburg im Rahmen der Donaufestwochen im Strudengau[5]

## Aufnahmen
- 31. Oktober – 3. November 1992 – Esteban Velardi (Dirigent), Alessandro Stradella Consort.
 Roberta Invernizzi (Eurinda), Silvia Piccollo (Lucinda), Maria Grazia Liguori (Fiorino), Valeria Matacchini (Floridoro), Marco Lazzara (Lindora), Marco Beasley (Filandro), Riccardo Ristori (Rodrigo).
 Aus der Sagrestia dei Certosini della Basilica di S. Maria degl’Angeli e dei Martiri in Rom im Rahmen des XXIV. Festivals dell’Accademia Barocca.
 Bongiovanni GB 2153/54/55-1.